# Chariobas mamillatus
Chariobas mamillatus là một loài nhện trong họ Zodariidae.
Loài này thuộc chi Chariobas. Chariobas mamillatus được Embrik Strand miêu tả năm 1909.